# منشفيك
المِنشِفيك أو المناشفة (بالروسية: меньшевик) وتعني «الأقلية» وهم جماعة سياسية تكونت عام 1903 بعد انقسام حزب العمل الاشتراكي الديموقراطي الروسي إثر خلافات داخلية إلى شقين: أكثرية بلشفية بقيادة فلاديمير لينين كانت تسعى للحل الثوري وإعمال السلاح لحل المعضلات السياسية، وأقلية سميت لاحقًا المنشفيك انضوت تحت قيادة يوليوس مارتوف وانتهجت طريق الحل السلمي في حل المشكلات السياسية القائمة حينها.